# Kostel svatého Vojtěcha (Ostašov)
Kostel svatého Vojtěcha v Ostašově je sakrální stavbou v Liberci-Ostašově. Duchovní správou spadá pod Římskokatolickou farnost–arciděkanství Liberec.

## Historie

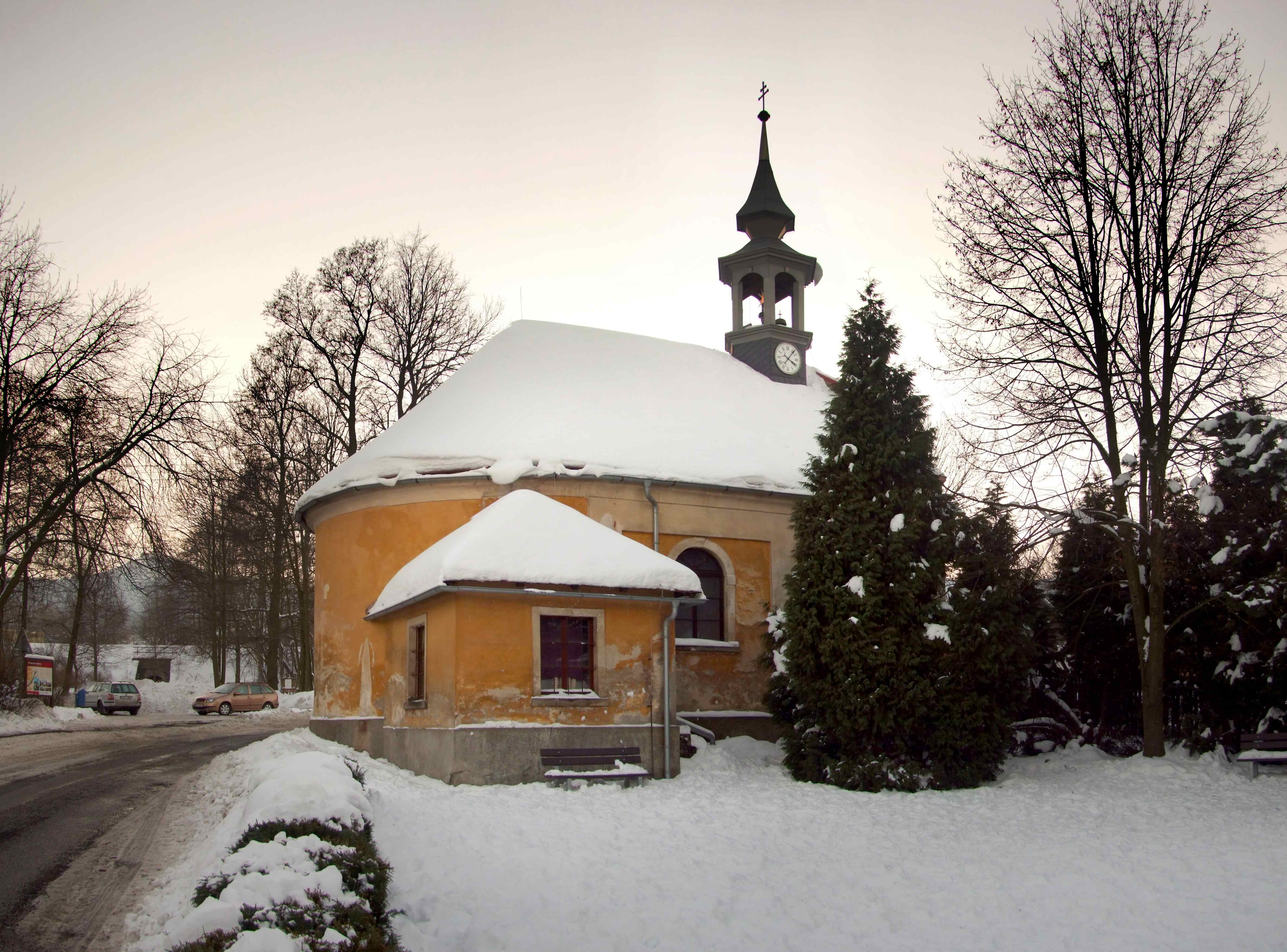
Pohled na kostel od autobusové zastávky před školou

Dnešní zděný kostel stojí od roku 1833 na místě původně dřevěné kaple. Podle přání majitele panství Kristiána K. Clam-Gallase byl stavbou pověřen inženýr F. Effenberger. V upomínku na sedmiletou válku byly původně nad vchodem do kostela zazděny dvě dělové koule. Ty byly později při rekonstrukci odstraněny.

## Architektura
Kostel je obdélný, uzavřený polokruhovým závěrem. Má plochý strop. Ozdobné empírové průčelí je členěno pilastry. Na průčelím se nachází hranolový sanktusník. Uvnitř je kvalitní novogotický oltář z poloviny 19. století namž je triptych s postavami sv. Vojtěcha, sv. Josefa a sv. Antonína.

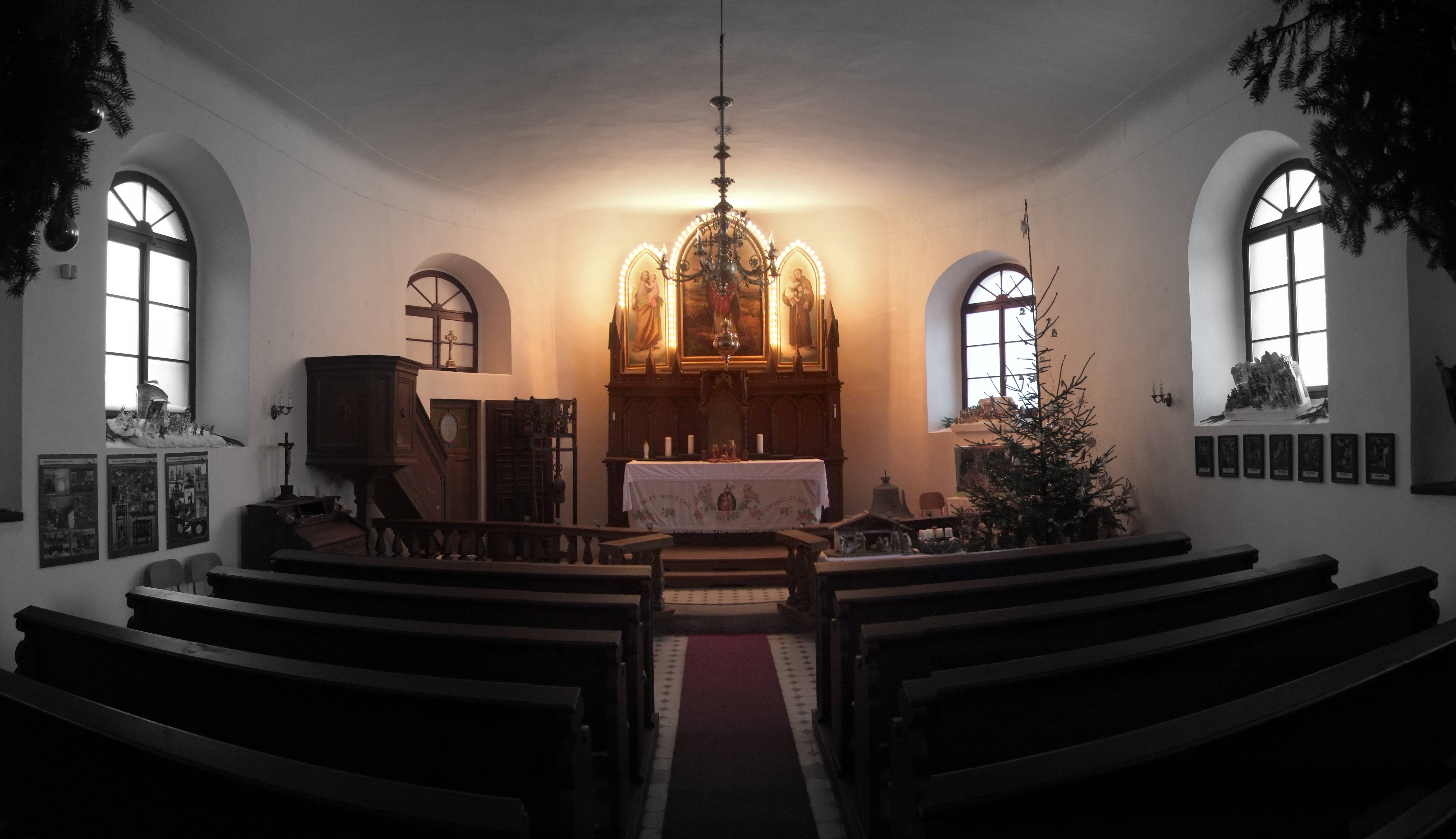
Interiér kostela svatého Vojtěcha v Ostašově po rekonstrukci omítek, lavic, osvětlení a horní části oltáře. Rekonstrukce zajišťuje Spolek přátel Ostašova již od roku 2011.

### Opravy ve 2. dekádě 21. století
Během období komunistické totality byl kostel, jako převážná část sakrálních objektů v Severních Čechách zanedbáván. Díky místní iniciativě došlo ve 21. století k postupným opravám:
- V roce 2012 byly z iniciativy Spolku přátel Ostašova v kostele provedeny opravy většího rozsahu: byla provedena částečná sanace vnitřních omítek, při níž dod původní vrstvou zdiva byly nalezeny 4 původní niky, z nichž dvě byly obnoveny. V rámci této opravy instalovaly nové rozvody elektřiny. Po nanesení omítek bylo zabudováno a zprovozněno i nové osvětlení. Podařilo se při opravě vstupních dveří zachovat téměř 90% původních materiálů (dřevo, kování).
- V roce 2013 práce pokračovaly renovací a opravou naddveřní části vchodových dveří. Součástí inventáře. Na původě kostela byl nalezen původní lustr. Odborné renovační práce provedli žáci SUPŠS v Kamenickém Šenově pod vedením Tomáše Siebera, instalaci, převozy aj. zajistili členové spolku přátel Ostašova a místní odborníci. V roce 2013 byly pak ještě započaty práce na renovaci a opravě kostelních hodin resp. původního hodinového stroje, k němuž byly pořízeny nové ciferníky. Odborné práce na hodinovém stroji provedl Tomislav Plzenský.
- V roce 2014 byly zahájeny práce na opravě kostelní věžičky. Ta byla nově oplechována a opatřena krytinou z břidlice, do které byly usazeny kopie původních ciferníků. Během oprav byla na špičku věže umístěna nově vyrobená makovice a kříž (oba prvky spadly v devadesátých letech 20. století; obsah makovice byl po nalezení otevřen, zdokumentován a umístěn v muzeu). Původní makovice a kříž ale již nikdy nebyly vráceny zpět.
- V roce 2015 byla během poutních slavností uspořádána vernisáž stálé výstavy kopií původní křížové cesty, která byla vytvořena tzv. technikou podmalba na skle. Tyto repliky křížové cesty vytvořil grafik Radim Kučera. Do kostela se při této příležitosti vrátilo i opravené harmonium. Slavnostně byly také uvedeny do chodu opravené hodiny.
- V roce 2016 byly opraveny původní dřevěné kostelní lavice, pořízeny parapety do výklenků objevených pod starou omítkou. Kostel byl nově vymalován, vyrobeny byly nové dveře a schody do sakristie. Opraven byl také zhroucený stupínek před oltářem.[4]